# MP 3008
Le MP 3008 est un pistolet mitrailleur allemand, développé à la fin de la Seconde Guerre mondiale, au début de l'année 1945.

## Présentation
Il était la copie allemande du pistolet-mitrailleur britannique Sten. La seule différence notable entre le Sten et le MP3008 était le chargeur - vertical sur le MP3008 et horizontal sur le Sten. Le MP3008 est également connu sous le nom de « Volksmaschinenpistole » (« pistolet-mitrailleur du peuple »).  À la fin de la guerre, seulement 10 000 MP 3008 furent produits. Le MP 3008 était une mesure d'urgence, conçu à un moment où les Allemands manquaient cruellement de ressources. Il était une alternative moins chère du pistolet-mitrailleur MP 40.
Le Gerät Potsdam fut la copie exacte du Sten jusque dans les marquages de l'arme, et environ 28 000 furent produits par Mauser en 1944.

## Réplique moderne
Aujourd'hui, une reproduction semi-automatique du MP3008, le BD3008, est produit par HZA Kulmbach GmbH en Allemagne.

## Culture populaire
Moins célèbre et plus rare que le STEN Mark 2, le MP 3008 est pourtant visible dans l'anime Najica Blitz Tactics (2001), le film Jojo Rabbit (2019) et la série Shadowplay (2020). Les gamers peuvent enfin le choisir dans le jeu vidéo Enlisted.